# Verão Mix
Verão Mix foi um especial da Mix TV que era exibido anualmente no canal. Entre os anos de 2013 e 2015 e tinha seus programas gravados diretamente do Guarujá em São Paulo.  Em 2016 não houve programação especial, sendo exibido apenas videoclipes e vinhetas especiais.

## Edições

### 2013
- Piadaria
- Plantão Mix
- Top Mix
- No Break
- Parada Mix
- Comando
- SuperMix

### 2014
- Mix Diário
- Não Salvo
- No Rolê
- Parada Mix
- Faixa de Clipes
- No Break

### 2015
- Mix Diário
- No Break
- Top Mix
- Rota Mix
- De Primeira

### 2016
- Faixa de Clipes